# Ubu Editora
Ubu Editora, ou simplesmente Ubu, é uma editora independente brasileira fundada em setembro de 2016. Os livros publicados pela Ubu fazem parte de um projeto editorial dedicado a produzir conteúdo que foca tanto na importância literária da obra, como no design e estética dos livros. O nome da editora foi inspirado em Ubu, um dos personagens do poeta francês Alfred Jerry, que aparece em vários de seus poemas. A Ubu conta com uma equipe editorial formada apenas por mulheres, e tem como vocação a participação dos debates contemporâneos publicando, sobretudo, livros nas áreas de antropologia, filosofia, psicanálise, literatura clássica, design e artes visuais.

## História
A Ubu Editora foi fundada por profissionais dissidentes da Cosac Naify, grupo editorial brasileiro fundado por Charles Cosac e Michael Naify em 1996, na cidade de São Paulo, que se tornou proeminente pela publicação de edições luxuosas de livros com temas relacionados a design, fotografia, moda, música, arte, arquitetura, cinema, dança, antropologia, sociologia, e teatro. Com o encerramento da Cosac Naify em 2015,  Elaine Ramos e Florencia Ferrari, respectivamente ex-diretora de arte e ex-diretora editorial da Cosac, uniram esforços para criar uma novo projeto editorial de livros que concentra esforços na qualidade – e não na quantidade ou nas vendagens – de seus lançamentos, nos quais o design das obras e o cuidado editorial são quase tão protagonistas quanto o conteúdo literário das publicações.
Com um catálogo que conta com autores renomados em seus campos, a Ubu Editora atua em três eixos principais: na formação de fundo de catálogo universitário, na participação ativa dos debates sociais contemporâneos e na produção de edições caprichadas de obras literárias clássicas. Em 2019, foi criado o Circuito Ubu, um clube de leitura e assinatura de livros que busca fortalecer o vínculo entre os leitores e o projeto editorial da empresa. O Circuito Ubu também é visto como parte das estratégias criativas para que a editora permaneça ativa em meio às dificuldades que o mercado brasileiro de livros enfrenta, marcado por processos de recuperação judicial de grandes livrarias, outrora consolidadas no mercado. Desse modo, a busca por canais de venda alternativos e a ênfase em fundos de catálogo direcionados a nichos literários específicos, estratégias que tem sido adotadas por outras editoras independentes, também direcionam a atual lógica de inserção mercadológica da Ubu.
Segundo Florencia Ferrari, diretora de arte e uma das fundadoras da Ubu, para facilitar o escoamento das publicações, "o ideal é conseguir imprimir a tiragem máxima que seríamos capazes de vender em um ano. Nem mais, nem menos. E o segredo é não aumentar a estrutura interna, se desdobrar para produzir mais e melhor dentro dessa lógica”. Outra característica da Ubu, em termos de inserção no mercado, são as várias parcerias que busca firmar, com ênfase na cooperação com segmentos de mercado também independentes. Em abril de 2019, firmou parceria com o Ateliê das Humanidades, uma instituição livre de ciências humanas e filosofia. Em julho de 2020, a Ubu firmou parceria com a LabPub, empresa que fornece cursos de educação à distância (EAD) na área editorial. E, em abril de 2020, foi firmada parceria entre a Ubu e o serviço de streaming MUBI, que conta com uma curadoria especializada em cinema de arte, oferecendo um período gratuito no MUBI para assinantes do Circuito Ubu e, ocasionalmente, para quem é assinante da newsletter da editora.

## Catálogo editorial

### Primeiras publicações
Na sua criação, a Ubu adquiriu os direitos de publicação de 35 títulos que faziam parte do catálogo da extinta Cosac Naify, os quais seriam reformulados em novas edições e publicados posteriormente sob cuidado do novo selo editorial. Alguns dos títulos iniciais publicados pela editora foram: "O Supermacho - romance moderno" do poeta francês Alfred Jarry; "Kubrick" que relata a vida e obra do cineasta Stanley Kubrick, escrito por Michel Cement; "Teoria da vanguarda", livro de 1977 escrito pelo crítico literário alemão Peter Bürger; e, desviando um pouco dos temas abordados nas publicações da Ubu, foi lançado o infanto-juvenil "Jacaré, não!" do cronista brasileiro Antonio Prata, selecionado pela Revista Crescer como um dos melhores livros infantis do ano de 2016.
No entanto, a estreia da Ubu no mercado editorial se deu oficialmente em outubro de 2016, quando foi lançada, em parceria com o Serviço Social do Comércio (Sesc), uma edição totalmente reformulada de Os Sertões, clássico do escritor Euclides da Cunha. A edição padrão contou com tiragem inicial de 3 mil exemplares e foi acompanhada, ainda, de uma edição com críticas e expansão da obra em tiragem limitada de mil exemplares. O lançamento foi elogiado na imprensa, que destacou não se tratar de mera reedição, pois dispunha de comentários críticos inéditos e de uma nova revisão integral feita pela ensaista e especialista na obra Walnice Galvão.  Além disso, o livro conta com reproduções de partes dos manuscritos originais do autor, bem como com um caderno composto por registros do fotógrafo Flávio de Barros, autor do que se considera como as únicas fotografias conhecidas da Guerra de Canudos (1896 – 1897), conflito que é o tema do livro de Cunha, considerado fundamental para entender a formação histórica do Brasil. Outra surpresa foi que, após seis meses, o livro entrou em sua segunda tiragem, totalizando uma produção de 6 mil exemplares, número considerado o dobro da tiragem de uma obra inicial de uma editora independente. A publicação recebeu menção honrosa no III Premio Latinoamericano al Diseño Editorial, e venceu a categoria "Melhor Livro de Texto do Ano" da 26ª edição do Prêmio de Excelência Gráfica Fernando Pini.

### Coleção Exit
Iniciada em 2016,  a Coleção Exit tem o intuito de problematizar as questões do século XXI de forma ampla e multidisciplinar, reunindo obras que abordam questões relevantes das ciências humanas, arte, psicanálise e tecnologia. Nesta coleção, o objetivo da Ubu é pensar soluções para as complexidades enfrentadas na contemporaneidade. A coleção, constantemente atualizada, conta com as seguintes obras:
- 2016 – "24/7 – Capitalismo tardio e os fins do sono", do crítico de arte Jonathan Crary[30]
- 2016 – "Reinvenção da intimidade: políticas do sofrimento cotidiano", do psicanalista brasileiro Christian Dunker[31]
- 2017 – "Os pecados secretos da economia", da economista americana Deirdre McCloskey[32]
- 2018 – "Esperando Foucault, ainda", do antropólogo americano Marshall Sahlins[33]
- 2018 – "Desobedecer", do filósofo francês Frédéric Gros[34]
- 2018 – "Big Tech: A ascensão dos dados e a morte da política", do pesquisador bielorrusso Evgeny Morozov[35]
- 2019 – "Depois do futuro", do filósofo italiano Franco Berardi[36]
- 2020 – "Diante de Gaia: Oito conferências sobre a natureza no Antropoceno" do antropólogo francês Bruno Latour[37]